# Lucas Fernandes (calciatore 1994)
Lucas Fernandes (União dos Palmares, 24 aprile 1994) è un calciatore brasiliano, centrocampista del Cerezo Osaka.

## Caratteristiche tecniche
È un'ala destra.

## Carriera
Cresciuto nelle giovanili del CRB, ha esordito il 28 luglio 2013 in occasione del match vinto 2-0 contro il Luverdense.